# Thorhall el Cazador
Thorhall el Cazador (nórdico antiguo: Þorhallr Veiðiman) fue un explorador vikingo de Islandia a finales del siglo X que aparece como uno de los personajes principales en la saga de Erik el Rojo. Según la saga, era un hombre poco sociable y algo ofensivo en su retórica, de fácil recurso para crear problemas, pero tenía la confianza de Erik con quien compartió durante muchos años cacerías estivales. Era de los todavía devotos del dios Thor. En un principio formó parte del grupo de Thorfinn Karlsefni, pero la ruta elegida a través de Kjalarnes y Furðustrandir para llegar a Vinland no coincidía con la voluntad de Karlsefni que prefería bordear a lo largo de la costa en la creencia de que la tierra se extendía mucho más al sur. Thorhall partió por su cuenta con sólo nueve hombres. Tras salir a la mar, Karlsefni los vio sorteando las islas y separarse dirección al oeste; una terrible tormenta se interpuso en su camino y naufragó frente a las costas de Irlanda, donde fue apresado y esclavizado, allí perdió la vida.